# Щедрик масковий
Ще́дрик масковий (Crithagra citrinelloides) — вид горобцеподібних птахів родини в'юркових (Fringillidae). Мешкає в Східній Африці.

## Опис
Довжина птаха становить 11-12 см, вага 10-15 г. Верхня частина тіла оливково-зелена, нижня частина тіла жовта. Гузка біла, махові і стернові пера чорні з жовтими краями. У самців на обличчі чорна "маска", у самиць нижня частина тіла поцяткована темними смужками. Над очима жовті "брови". Дзьоб сірий, очі карі, лапи тілесного кольору.

## Підвиди
Виділяють два підвиди:
- C. c. citrinelloides (Rüppell, 1840) — високогір'я Ефіопії і Еритреї;
- C. c. kikuyensis (Neumann, 1905) — високогір'я південно-західної Кенії.

Діадемові і східні щедрики раніше вважався конспецифічними з масковим щедриком.

## Поширення і екологія
Маскові щедрики мешкають на Ефіопському і Східноафриканському нагір'ях, в Ефіопії, Еритреї і Кенії. Вони живуть у високогірних чагарникових заростях, на узліссях вологих гірських тропічних лісів, на галявинах, на берегах річок і озер, на полях, пасовищах, плантаціях і в садах. Зустрічаються поодинці, парами або зграями, які можуть нараховувати до 30 птахів, на висоті від 1000 до 2800 м над рівнем моря. Живляться переважно насінням трав, а також пагонами, плодами, ягодами і безхребетними. Розмножуються протягом всього року, з піками з березня по серпень і з жовтня по січень, що припадають на сезон дощів. Гніздо чашоподібне, в кладці від 3 до 6 яєць, інкубаційний період триває 16 днів. Пташенята покидають гніздо через 15-16 днів після вилуплення.